# Flipa
A Feira Literária do Pará, é um encontro com escritores, editores e leitores paraenses e acontece anualmente, em Belém do Pará, Brasil. Com a proposta de fomentar a produção literária do Pará, assim como aproximar os canais de circulação e consumo dessas obras, a feira busca o congraçamento entre os autores da terra e uma maior exposição junto ao público.
Lançada no dia 18 de outubro de 2014, teve como Patrono Jacques Flores, pseudônimo de Luiz Teixeira Gomes, membro da Academia Paraense de Letras desde 1946, ocupando a cadeira de nº 40. Autor de obra poética reunida em dois livros “Berimbau e Gaita”, de 1925, e “Cuia Pitinga”, de 1936. Traz em sua poesia satírica a crítica social, cenas e retratos da sociedade paraense.
A feira foi uma iniciativa de escritores, FOX Belém e da Editora Empíreo, lançando em sua primeira edição o Prêmio Nobre e Prêmio FOX de Literatura.
O Prêmio Nobre de Literatura homenageia um escritor paraense reeditando uma de suas obras, enquanto o Prêmio FOX de Literatura proporciona a primeira publicação em papel ao escritor que nunca tenha exposto seus originais em qualquer plataforma.

## Patrono (a)
2014 - Jacques Flores
2015 - Adalcinda Camarão

## Prêmio Nobre
2014 - Alfredo Oliveira - "Belém, Belém" (1983)
2015 - Ernesto Cruz (post mortem) - "Procissão dos Séculos" (1952)
2016 - ....
2017 - Lindanor Celina

## Autores participantes[10]
2014 - Aline Brandão, Amaury Braga Dantas, Andrei Simões, Antônio Juraci Siqueira, Bella Pinto, Edgard Proença, Edyr Augusto, Roberta Spindler, Salomão Larêdo e Walcyr Monteiro.
2015 - Alfredo Oliveira, Aline Brandão, Andrei Simões, Álvaro Martins, Bella Pinto, Benny Franklin, Daniel da Rocha Leite, Edyr Augusto, Flávio Oliveira, Antonio Juraci Siqueira, Roberta Spindler e Salomão Larêdo.

## Ligações Externas
Página Oficial - www.flipara.com.br